# La Main dans l'ombre (film)
Pour les articles homonymes, voir La Main dans l'ombre.
Pour plus de détails, voir Fiche technique et Distribution.
La Main dans l'ombre (System ohne Schatten) est un film ouest-allemand de Rudolf Thome sorti en 1983.

## Synopsis
Victor Faber, âgé de quarante ans, vit à Berlin-Ouest et travaille dans le domaine de l'informatique. Il développe et surveille des logiciels pour des entreprises et des banques. Il mène une vie retirée, dans une solitude qu'il s'est choisie. Faber se rend occasionnellement au théâtre ou à des expositions avec son amie de longue date Renate.
À l'occasion d'un vernissage, Faber et l'actrice Juliet se rencontrent dans une galerie. Juliet y est venue avec son ami Melo. Melo manifeste un vif intérêt pour les connaissances spéciales de Faber en matière de logiciels informatiques. Quelques jours après le vernissage, Faber reçoit une invitation à dîner de Juliet. Une relation amoureuse se dessine entre les deux protagonistes.
Parallèlement au déroulement de cette intrigue, Melo poursuit intensément l'idée de faire transférer les différences journalières des arrondis sur un compte suisse à l'aide d'une manipulation du système bancaire. Après quelques hésitations, Faber se laisse tenter par ce coup et ouvre un compte à Zurich.
La condition préalable à cette manipulation est un cambriolage de la banque, organisé par Melo. Ce n'est qu'ensuite que Faber peut agir. Mais les cambrioleurs abattent un garde et la situation se complique.

## Fiche technique
Sauf indication contraire, les informations mentionnées dans cette section peuvent être confirmées par la base de données cinématographiques IMDb,  présente dans la section « Liens externes ».
- Titre original : System ohne Schatten
- Titre français : La Main dans l'ombre[1]
- Réalisation : Rudolf Thome
- Scénario : Jochen Brunow
- Photographie : Martin Schäfer
- Montage : Ursula West
- Décors : Michael Stricker
- Son : Detlev Fichtner
- Musique : Abdullah Ibrahim
- Costumes : Barbara Baum
- Scripte : Corinna Belz
- Producteurs : Hans Brockmann, Isolde Jovine, Traute Pfeifer-Göres
- Sociétés de production : Anthea Film, Moana-Film
- Format : Couleur - 1,85:1 - Son mono - 35 mm
- Pays de production :  Allemagne de l'Ouest
- Langue de tournage : allemand
- Genre : Romance
- Durée : 114 minutes (1h54)
- Dates de sortie : 
  - Suisse : 13 août 1983 (avant-première au festival de Locarno)
  - Allemagne de l'Ouest : 27 octobre 1983
  - France : 5 février 1986

## Distribution
- Bruno Ganz : Faber
- Hanns Zischler : Melo
- Dominique Laffin : Juliet
- Sylvia Kekulé (de) : Renate
- Konstantin Papanastasiou : Nino
- Joachim Grigo : le premier truand
- Halbe Jelinek : le deuxième truand
- Hartmut Bitomsky (de) : le directeur du théâtre
- Michael Klier (de) : le collègue de travail
- Edda Köchl-König : la peintre
- Clémentine Autain : l'enfant dans le bus